# Calliste à face rouge
Tangara parzudakii
Espèce
Statut de conservation UICN

 LC  : Préoccupation mineure
Le Calliste à face rouge (Tangara parzudakii), également appelé Tangara à face rouge ou Calliste de Parzudaki, est une espèce d'oiseaux de la famille des Thraupidae.

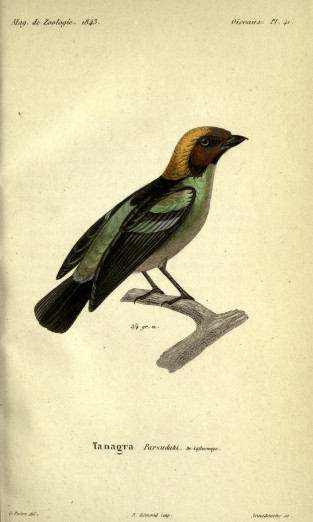

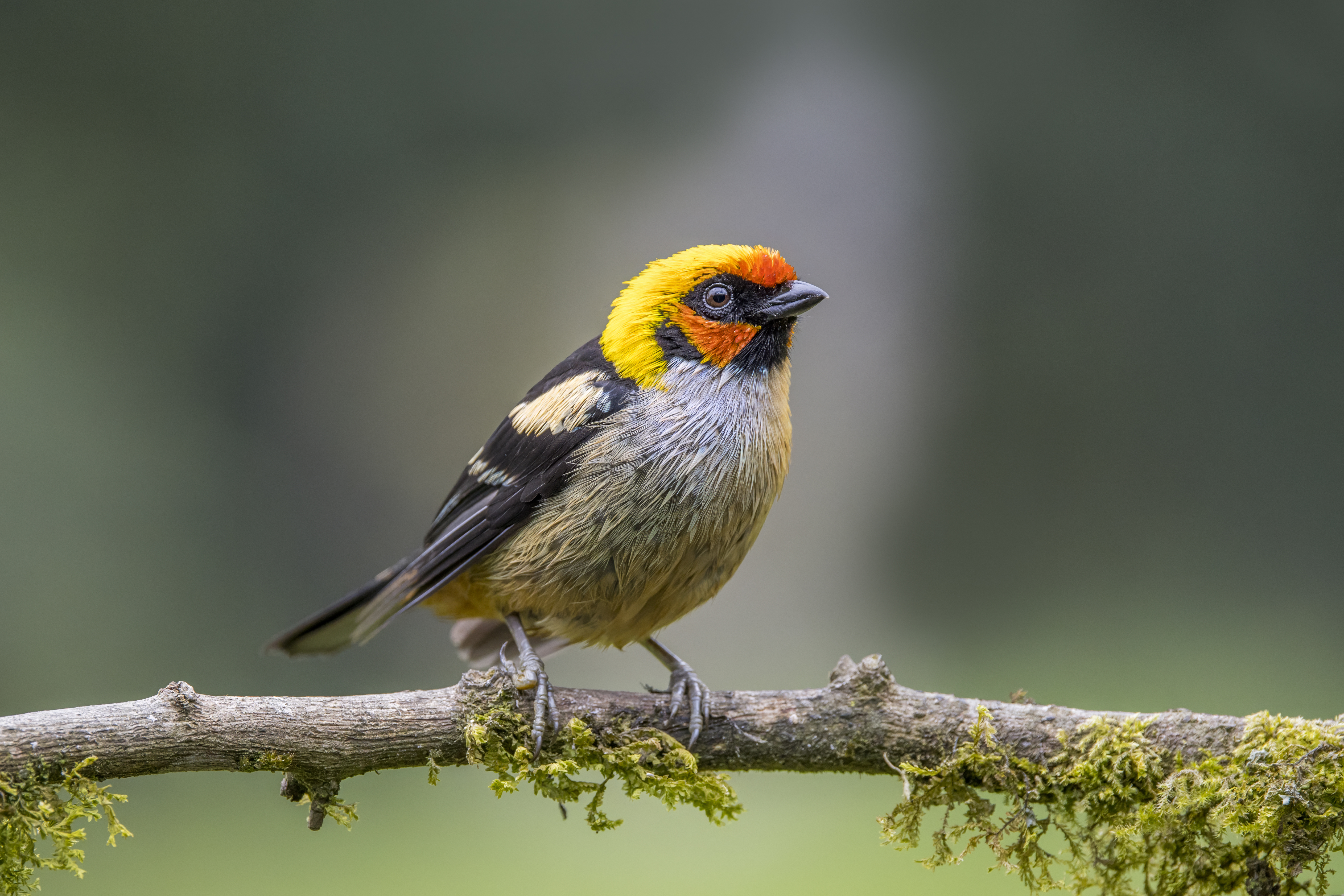
Un calliste à face rouge en Colombie. Juillet 2023.